# 延文
延文（1356年4月29日至1361年5月4日）是日本北朝的年號之一。這個時代的北朝天皇是後光嚴天皇。室町幕府的征夷大將軍是足利尊氏、足利義詮。

## 改元
- 文和五年三月二十八日（1356年4月29日）改元延文[1]。
- 延文六年三月二十九日（1361年5月4日）改元康安。

## 出處
- 《漢書》儒林传：“延文学儒者以百数。”[2]

## 紀年、西曆、干支對照表
| 延文       | 元年       | 二年       | 三年       | 四年       | 五年       | 六年       |
| 南朝年號   | 正平十一年 | 正平十二年 | 正平十三年 | 正平十四年 | 正平十五年 | 正平十六年 |
| 儒略曆日期 | 1356年     | 1357年     | 1358年     | 1359年     | 1360年     | 1361年     |
| 干支       | 丙申       | 丁酉       | 戊戌       | 己亥       | 庚子       | 辛丑       |